# Affaire des Ballets roses (Belgique)
Pour les articles homonymes, voir Affaire des Ballets roses.
L'affaire des Ballets roses, aussi connue sous le nom d'affaire Pinon, est une rumeur qui circule en Belgique depuis le début des années 1980. Cette rumeur veut que des hauts fonctionnaires, des ministres, des gendarmes et même le roi Albert II aient participé à des « partouzes » dans lesquelles des mineures auraient été impliquées. La plainte connue du parquet de Nivelles sous le numéro 38.91.1005 / 79, a été déclarée affaire sans suite fin 1981 par le procureur Jean Deprêtre.

## Histoire
À l'origine, elle a été lancée par André Pinon, un psychiatre bruxellois. Selon Gérard Rogge (né en 1950), journaliste de la RTBF, celui-ci a inventé cette histoire en y impliquant sa femme, dont il voulait se venger parce qu'elle l'avait trompé,.
À l'époque, le parquet de Nivelles a enquêté et a conclu qu'il s'agissait d'une invention d'André Pinon.
Les tueries du Brabant ont plus tard été associées à cette rumeur : leur objectif aurait été de récupérer des cassettes vidéo de ces parties fines. Les enquêteurs chargés de l'affaire ont exploré cette piste, sans résultat.
On en reparle également à l'occasion de l'incendie du journal POUR en juillet 1981.[réf. nécessaire]
Lors de l'affaire Dutroux, le procureur Michel Bourlet a envisagé encore une fois l'existence de ce complot pédophile (avec pour complice Michel Nihoul), mais, faute d'éléments probants, il a abandonné cette piste. Depuis cette époque, l'affaire des Ballets roses est systématiquement liée à l'affaire Dutroux. Cette rumeur a été un moment portée par le député socialiste belge Patrick Moriau et par le Luxembourgeois Jean Nicolas (lb) et son hebdomadaire L'Investigateur.
En 2012, elle réapparaît dans une lettre anonyme envoyée à tous les députés et sénateurs belges. Le député Laurent Louis défend alors l'existence de ce complot sur son blog et lors d'une conférence de presse,.
En 2023, la série belge 1985 évoque cette affaire à propos des Tueries du brabant wallon.

## Liens internet
- Alternative Libertaire, janvier 1999
- Résumé sur le site de la RTBF